# Febre reumática
Febre reumática é uma doença inflamatória que afeta o coração, articulações, pele e cérebro. A doença tem geralmente início duas a quatro semanas após um episódio de faringite estreptocócica. Os sinais e sintomas mais comuns são febre, várias articulações dolorosas, movimentos musculares involuntários e ocasionalmente uma lesão não pruriginosa denominada eritema marginatum. Em cerca de metade dos casos a doença afeta o coração, causando lesões nas válvulas cardíacas. Esta condição denomina-se doença cardíaca reumática e geralmente aparece após repetidos episódios de febre reumática, embora possa ocorrer após um único episódio. As válvulas lesionadas podem causar insuficiência cardíaca, fibrilação auricular e infeção dessas válvulas.
A febre reumática tem origem numa infeção da garganta pela bactéria Streptococcus pyogenes. Nos casos em que essa infeção não é tratada, cerca de 3% das pessoas desenvolve febre reumática. Acredita-se que o mecanismo subjacente envolva a produção de anticorpos contra os tecidos da própria pessoa. Devido a fatores genéticos, algumas pessoas têm maior probabilidade do que outras de desenvolver a doença quando são expostas à bactéria. Entre outros fatores de risco estão a desnutrição e a pobreza. O diagnóstico de febre reumática tem por base a presença de sinais e sintomas, a par de evidências de uma infeção por streptococcus recente.
O tratamento de pessoas com faringite estreptocócica com antibióticos, como a penicilina, diminui o risco de desenvolver febre reumática. Para evitar a má utilização de antibióticos, geralmente são feitos exames às pessoas com garganta inflamada para detectar a presença de streptococcus, embora isto nem sempre possa ser realizado nos países em vias de desenvolvimento. Entre outras medidas de prevenção estão a melhoria do saneamento. Em pessoas com febre reumática e doença cardíaca reumática, são por vezes recomendados longos períodos com antibióticos. Na sequência de um ataque a pessoa pode regressar gradualmente às atividades normais. Quando se desenvolve doença cardíaca reumática o tratamento é mais difícil. Em alguns casos pode ser necessária cirurgia para substituir ou reparar as válvulas cardíacas.
Em cada ano cerca de 325 000 crianças têm um episódio de febre reumática. Em 2012, cerca de 33,4 milhões de pessoas tinham doença cardíaca reumática. A idade mais comum para o desenvolvimento de febre reumática é entre os 5 e 14 anos de idade. Apenas 20% dos primeiros episódios ocorre em idade adulta. A doença é mais comum nos países em vias de desenvolvimento e entre povos indígenas dos países desenvolvidos. Em 2015 foi responsável por 319 400 mortes, uma diminuição em relação às 374 000 em 1990. A maior parte das mortes ocorre nos países em vias de desenvolvimento, em que anualmente morrem 12,5% das pessoas afetadas. Acredita-se que as primeiras descrições da doença remontam pelo menos ao século V nos textos de Hipócrates. A doença tem este nome devido à semelhança com os sintomas de outras doenças reumáticas.

## Sinais e sintomas

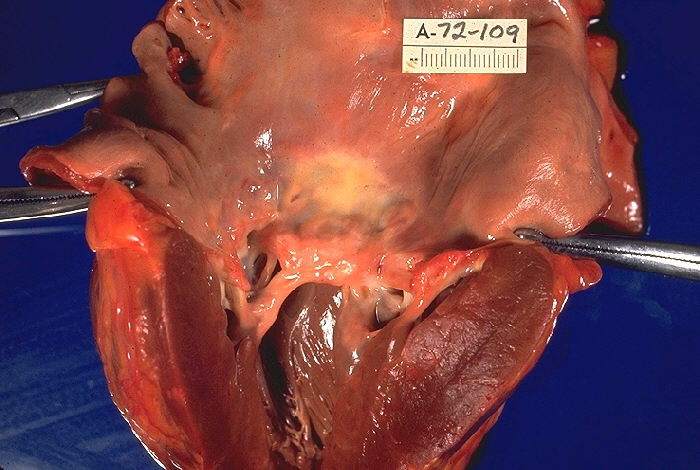
Coraçao aberto revelando válvula mitral e cordas tendinosas endurecidos e ventrículo hipertrofiado.

Os sinais e sintomas incluem febre, dores nas articulações, movimentos involuntários dos músculos e ocasionalmente erupção cutânea sem comichão conhecida como eritema marginatum. O coração é afectado em cerca de metade dos casos. Os danos às válvulas cardíacas, a conhecida doença reumática cardíaca, geralmente ocorrem depois de múltiplos ataques, mas por vezes um único ataque pode lesar essas estruturas. As válvulas cardíacas danificadas podem provocar insuficiência cardíaca, fibrilação atrial e endocardite infecciosa.

## Causas

A febre reumática aparece algumas semanas depois de uma infecção por estreptococos, por exemplo uma faringite estreptocócica(imagem).

A febre reumática é uma complicação da infecção da garganta, escarlatina ou infecção de pele por bactéria Estreptococo Beta-hemolítico do Grupo A (EBGA). Se a infecção não foi adequadamente tratada pode induzir febre reumática em até três por cento das pessoas. Acredita-se que o mecanismo subjacente implique a produção de anticorpos contra os próprios tecidos da pessoa. Dependendo da constituição genética, algumas pessoas têm mais probabilidades de adquirir a doença quando expostos a bactérias do que outras. Outros factores de risco estão relacionados à subnutrição e à pobreza. O diagnóstico da febre reumática é geralmente feito com base na presença de sinais e sintomas associados a indícios duma infecção estreptocócica recente.

### Fisiopatologia
A reação autoimune é causada por mimetismo molecular. Ambas respostas imunitárias do paciente (tanto linfócitos B e T mediadas por células) se tornam incapazes de distinguir entre as moléculas do streptococcus e do tecido saudável do hospedeiro. Linfócito T auxiliar 1 e citocinas Th17 parecem ser mediadores-chave dos danos ao tecido cardíaco na febre reumática.

## Diagnóstico
Pode ser estabelecido mediante a avaliação das manifestações clínicas associadas à comprovação da infecção estreptocócica anterior. Os critérios maiores são:
- Poliartrite migratória: Inflamação de articulações que variam com o tempo.
- Cardite: Inflamação cardíaca, principalmente nas válvulas, produzindo sopros.
- Coréia de Sydenham ou dança de São Vito: movimentos involuntários abruptos do tronco e membros.
- Eritema marginatum: irritação cutânea transitório, esbranquiçado no centro e vermelho nas bordas em "S", encontrados no tronco e extremidades.
- Nódulos subcutâneos: indolores, principalmente em pernas e braços.

Os critérios menores são: dor nas articulações, febre, marcadores de fase aguda elevadas (como Proteína c-reativa) e bloqueio cardíaco de primeiro grau. Doppler pode ser usado como suplementar, mas faltam evidências sobre sua sensibilidade e especificidade diagnóstica.
Como exames acessórios pode-se fazer uma dosagem sérica de estreptolisina O, por ser um marcador fiável de infecção por Streptococcus pyogenes(exceto nas infecções cutâneas onde esta toxina não é produzida). Degeneração das válvulas podem ser verificadas com eletrocardiograma ou um ecocardiograma.

## Prevenção
O tratamento de pessoas que tenham faringite estreptocócica com antibióticos, como penicilina, diminui o risco de desenvolvimento da febre reumática. Para evitar o mau uso de antibióticos, o tratamento normalmente implica um exame ao paciente com garganta inflamada devido à faringite, o que nem sempre é possível em países em desenvolvimento. Outros cuidados de saúde preventivos passam por criar melhores condições de saneamento básico. Para aqueles com febre reumática e cardiopatia reumática, recomenda-se um tratamento prolongado com antibióticos. O paciente poderá retornar gradualmente às actividades rotineiras após um ataque.
Doze modelos de vacinas, contra as 26 variedades de Streptococcus de grupo A estão sendo desenvolvidas. Inclusive um modelo brasileiro que foi bem sucedido em camundongos.

## Tratamento
A erradicação das bactérias que persistiram após a infecção inicial é feita com penicilina, a dose varia com a idade e peso da pessoa. Pacientes alérgicos a penicilina têm como alternativa a eritromicina por 10 dias.
O repouso é recomendado por um período de 2 a 3 meses. O paciente com poliartrite sem cardite deve fazer uso de anti-inflamatório não esteroide, como ácido acetilsalicílico (AAS®, Aspirina®) por 2 semanas e reduzir a dose gradativamente até completar os meses de repouso recomendados.
A cardite exige o uso de anti-inflamatório mais poderoso. É recomendada terapia corticosteroide, bem como fármacos específicos, se houver insuficiência cardíaca. Os movimentos involuntários (coreia) são tratados com repouso e anticonvulsivantes como valproato e carbamazepina.
Uma vez que a pessoa desenvolve um quadro de cardiopatia reumática, o tratamento torna-se mais difícil. Em caso de grave estenose ou insuficiência valvular pode ser necessária a valvuloplastia das válvulas afetadas, mas nem sempre é possível reverter os danos. Em casos menos graves, a inserção de um cateter com balão, inflado na válvula com estenose, pode reduzir a obstrução. Já em pacientes que desenvolvem cardite moderada ou severa que se manifesta como a insuficiência cardíaca congestiva é necessário fazer o uso prolongado de diuréticos, betabloqueadores e inibidores da ECA.

## Complicações
Quando não tratada nas primeiras semanas, a doença cardíaca reumática causa danos permanentes ao coração causando:
- Estenose de válvula cardíaca: obstrução do fluxo sanguíneo, principalmente da válvula mitral.
- Regurgitação: retorno do sangue para a cavidade anterior.
- Fibrilação atrial: batimento irregular e caótico das câmaras superiores do coração (átrios).
- Insuficiência cardíaca: incapacidade do coração de bombear sangue suficiente para o corpo.

## Epidemiologia

Mortes por febre reumática com compromisso cardíaco por milhão de pessoas em 2012 (dados da OMS).
0–7
8–14
15–20
21–25
26–32
33–38
39–45
46–52
53–63
64–250

A febre reumática atinge cerca de 325 mil crianças todos os anos e actualmente cerca de 18 milhões de pessoas padecem da doença. A febre reumática afecta com maior frequência indivíduos entre os 5 e 14 anos de idade, e cerca de 20% das pessoas que sofrem pela primeira vez os ataques são adultos. A doença é mais comum no mundo em desenvolvimento e entre os povos indígenas no mundo desenvolvido. Em 2013 provocou 275 mil mortes, abaixo das 374 mil em 1990. A maioria das mortes ocorreram no mundo em desenvolvimento, em que a cada ano morreram tantos quanto 12,5% dos afectados. Acredita-se que as primeiras descrições desta condição de saúde remontam ao século V a.C. nos escritos de Hipócrates. A doença é assim denominada devido aos sintomas similares a algumas das doenças reumáticas.
Com o avanço da terapia antibiótica no mundo o número de vítimas caiu de 463 mil em 1990 para 345 mil em 2010.

### Brasil
No Brasil, estima-se 5000 novos casos por anos, afetando igualmente meninos e meninas, e sendo responsável por 40% das cirurgias cardíacas no país. Metade sofrem sérios problemas cardíacos e a maioria sofre de sérios distúrbios articulares.
A taxa de mortalidade por doença cardíaca causada por febre reumática em pacientes internados pelo SUS foi de cerca de 7,5% e o gasto aproximado de 150 milhões de reais em 2007. O cálculo do índice de Anos Potenciais de Vida Perdidos ajustados por incapacidade (APVP) é de 26 anos por paciente, totalizando 65 mil anos de vida perdidos. Felizmente, conforme o tratamento de faringites estreptocócicas com antibiótico se torna mais disseminado e eficiente, o número de casos tende a reduzir em todo o mundo.